# Timur Sadriedinow
Timur Irfanowicz Sadriedinow (ros. Тимур Ирфанович Садрединов; ur. 9 maja 1989 roku w Moskwie) – rosyjski kierowca wyścigowy.

## Kariera
Sadriedinow rozpoczął karierę w wyścigach samochodowych w 2005 roku od startów w Lada Revolution Cup Russia. Z dorobkiem 51 punktów uplasował się tam na szóstej pozycji w klasyfikacji generalnej. W późniejszych latach Rosjanin startował także w Russian Touring Car Championship Super Production, ADAC Volkswagen Polo Cup, World Touring Car Championship, SEAT Leon Supercopa Germany oraz SEAT Leon Eurocup.
W World Touring Car Championship Rosjanin wystartował podczas niemieckiej rundy sezonu 2007-2008 i 2010 z brytyjską ekipą GR Asia. W pierwszym wyścigu uplasował się na trzynastej pozycji, a w drugim był dziewiętnasty.